# Persone di nome Don
| Questa pagina contiene informazioni ricavate automaticamente dalle voci biografiche con l'ausilio del template Bio e di un bot. L'aggiornamento è periodico e automatico e ricostruisce completamente la pagina. Se manca una persona in questa lista, sei pregato di non aggiungerla, ma accertati piuttosto che la sua voce biografica contenga il template Bio e che i dati anagrafici siano correttamente compilati. Se il template Bio manca, inseriscilo tu stesso o, in alternativa, metti l'avviso {{tmp\|Bio}} che ne segnala la mancanza. Se i dati riportati sono sbagliati, correggi direttamente la voce biografica; le modifiche saranno visibili in questa lista entro pochi giorni. Per chiarimenti vedi il progetto antroponimi. La lista contiene solo le 143 persone che sono citate nell'enciclopedia e per le quali è stato implementato correttamente il template Bio. Pagina aggiornata al 6 ago 2025. |

Questa è una lista di persone presenti nell'enciclopedia che hanno il nome Don, suddivise per attività principale.

## Allenatori di calcio(4)
- Don Batie, allenatore di calcio statunitense (Artesia, n. 1942)
- Don Cowie, allenatore di calcio e ex calciatore scozzese (Inverness, n. 1983)
- Don McEvoy, allenatore di calcio e calciatore inglese (Golcar, n. 1928 - Halifax, † 2004)
- Don O'Riordan, allenatore di calcio e ex calciatore irlandese (Dublino, n. 1957)

## Allenatori di football americano(1)
- Don Clemons, allenatore di football americano statunitense (Northampton, n. 1954)

## Allenatori di pallacanestro(1)
- Don Delaney, allenatore di pallacanestro e dirigente sportivo statunitense (South Euclid, n. 1936 - Mayfield Heights, † 2011)

## Animatori(3)
- Don Hertzfeldt, animatore, scrittore e regista statunitense (Alameda County, n. 1976)
- Don Patterson, animatore e regista statunitense (Chicago, n. 1909 - Santa Barbara, † 1998)
- Don Towsley, animatore e regista statunitense (Milwaukee, n. 1912 - Los Angeles, † 1986)

## Archeologi(1)
- Don Brothwell, archeologo britannico (n. 1933 - † 2016)

## Artisti(2)
- Don Digirolamo, artista statunitense
- Don Ed Hardy, artista statunitense (Des Moines, n. 1945)

## Astronauti(1)
- Don Lind, astronauta statunitense (Midvale, n. 1930 - Logan, † 2022)

## Astronomi(1)
- Don J. Wells, astronomo statunitense (n. 1965)

## Attori(27)
- Don Adams, attore statunitense (New York, n. 1923 - Los Angeles, † 2005)
- Don Alvarado, attore statunitense (Albuquerque, n. 1904 - Hollywood, † 1967)
- Don Amendolia, attore statunitense (Glassboro, n. 1945)
- Don "Red" Barry, attore statunitense (Houston, n. 1910 - Hollywood, † 1980)
- Don Bexley, attore statunitense (Jamestown, n. 1910 - Hampton, † 1997)
- Don Brodie, attore statunitense (Cincinnati, n. 1904 - Los Angeles, † 2001)
- Don Creech, attore e doppiatore statunitense (Tampa, n. 1948)
- Don S. Davis, attore statunitense (Aurora, n. 1942 - Gibsons, † 2008)
- Don DeFore, attore statunitense (Cedar Rapids, n. 1913 - Los Angeles, † 1993)
- Don Diamont, attore e ex modello statunitense (New York, n. 1962)
- Don Dubbins, attore statunitense (New York, n. 1928 - Greenville, † 1991)
- Don Durant, attore statunitense (Long Beach, n. 1932 - † 2005)
- Don Francks, attore, cantante e musicista canadese (Vancouver, n. 1932 - Toronto, † 2016)
- Don Gordon, attore statunitense (Los Angeles, n. 1926 - Los Angeles, † 2017)
- Don Haggerty, attore statunitense (Poughkeepsie, n. 1914 - Cocoa, † 1988)
- Don C. Harvey, attore statunitense (Council Grove, n. 1911 - Los Angeles, † 1963)
- Don Knotts, attore, comico e doppiatore statunitense (Morgantown, n. 1924 - Los Angeles, † 2006)
- Don Marshall, attore, doppiatore e regista statunitense (San Diego, n. 1936 - Los Angeles, † 2016)
- Don Matheson, attore televisivo statunitense (Dearborn, n. 1929 - Woodland Hills, † 2014)
- Don McKay, attore, cantante e ballerino statunitense (Buttermilk Hill, n. 1925 - Manhattan, † 2018)
- Don McKellar, attore canadese (Toronto, n. 1963)
- Don McManus, attore statunitense (San Diego, n. 1959)
- Don Megowan, attore statunitense (Inglewood, n. 1922 - Panorama City, † 1981)
- Don Murray, attore statunitense (Los Angeles, n. 1929 - Goleta, † 2024)
- Don Ruter Nanayakkara, attore singalese (Kolonnawa, n. 1915 - Colombo, † 1989)
- Don Michael Paul, attore e regista statunitense (Newport Beach, n. 1963)
- Don Reynolds, attore statunitense (Odell, n. 1937 - Fort Worth, † 2019)

## Autori di videogiochi(1)
- Don Daglow, autore di videogiochi statunitense (San Francisco, n. 1953)

## Banchieri(1)
- Placido Gabrielli, banchiere e politico italiano (Roma, n. 1832 - Frascati, † 1911)

## Batteristi(2)
- Don Brewer, batterista statunitense (Flint, n. 1948)
- Don Moye, batterista e percussionista statunitense (Rochester, n. 1946)

## Calciatori(4)
- Don Annacoura, ex calciatore seychellese (n. 1981)
- Don Mansale, calciatore e giocatore di calcio a 5 vanuatuano (n. 1991)
- Don Revie, calciatore e allenatore di calcio inglese (Middlesbrough, n. 1927 - Edimburgo, † 1989)
- Don Roper, calciatore inglese (Botley, n. 1922 - Southampton, † 2001)

## Cantanti(5)
- Don Barnes, cantante, musicista e polistrumentista statunitense (n. 1952)
- Don Cornell, cantante statunitense (New York, n. 1919 - Aventura, † 2004)
- Don Gibson, cantante statunitense (Shelby, n. 1928 - Nashville, † 2003)
- Don Ho, cantante e attore statunitense (Honolulu, n. 1930 - Waikiki, † 2007)
- Don Powell, cantante, compositore e attore statunitense (Los Angeles, n. 1936 - Udine, † 1995)

## Cantautori(3)
- Don Marino Barreto Junior, cantautore e contrabbassista cubano (Matanzas, n. 1925 - Milano, † 1971)
- Captain Beefheart, cantautore, polistrumentista e pittore statunitense (Glendale, n. 1941 - Arcata, † 2010)
- Don Williams, cantautore statunitense (Floydada, n. 1939 - Mobile, † 2017)

## Cestisti(8)
- Don Carlisle, ex cestista e allenatore di pallacanestro statunitense (Indianapolis, n. 1979)
- Don Carlos, ex cestista statunitense (Columbus, n. 1944)
- Mike Farmer, ex cestista e allenatore di pallacanestro statunitense (Oklahoma City, n. 1936)
- Don Holcomb, ex cestista statunitense (Charleston, n. 1948)
- Don McCrae, ex cestista e allenatore di pallacanestro canadese (n. 1935)
- Don Reid, ex cestista statunitense (Washington, n. 1973)
- Don Schlundt, cestista statunitense (South Bend, n. 1933 - Indianapolis, † 1985)
- Don Sunderlage, cestista statunitense (Roselle, n. 1929 - Lake Geneva, † 1961)

## Chitarristi(1)
- Don Felder, chitarrista statunitense (Gainesville, n. 1947)

## Compositori(2)
- Arnaldo Furlotti, compositore, organista e presbitero italiano (San Secondo Parmense, n. 1880 - Parma, † 1958)
- Terry Plumeri, compositore, direttore d'orchestra e contrabbassista statunitense (Greensboro, n. 1944 - Dunnellon, † 2016)

## Conduttori televisivi(1)
- Don Herbert, conduttore televisivo statunitense (n. 1917 - † 2007)

## Crittografi(1)
- Don Coppersmith, crittografo e matematico statunitense

## Danzatori(3)
- Don Campbell, ballerino e coreografo statunitense (Saint Louis, n. 1951 - † 2020)
- Don Correia, ballerino, attore e coreografo statunitense (San Jose, n. 1951)
- Don Percassi, ballerino, cantante e attore statunitense (Amsterdam)

## Direttori della fotografia(2)
- Don Burgess, direttore della fotografia statunitense (Santa Monica, n. 1956)
- Don Short, direttore della fotografia statunitense (Utah, n. 1895 - Riverside, † 1968)

## Dirigenti d'azienda(3)
- Don Arden, manager e produttore discografico britannico (Manchester, n. 1926 - Los Angeles, † 2007)
- Don Ohlmeyer, dirigente d'azienda, produttore televisivo e giornalista statunitense (New Orleans, n. 1945 - Indian Wells, † 2017)
- Don Tapscott, manager, economista e docente canadese (Toronto, n. 1947)

## Disc jockey(1)
- Don Diablo, disc jockey, produttore discografico e cantante olandese (Coevorden, n. 1980)

## Disegnatori(1)
- Don Maitz, disegnatore statunitense (Plainville, n. 1953)

## Doppiatori(1)
- Sonny Strait, doppiatore e fumettista statunitense (Kaufman, n. 1965)

## Economisti(1)
- Don Lavoie, economista statunitense (n. 1951 - † 2001)

## Editori(1)
- Don Kaye, editore statunitense (n. 1938 - † 1975)

## Fisici(1)
- Don Page, fisico canadese (Bethel, n. 1948)

## Fumettisti(2)
- Don Christensen, fumettista e animatore statunitense (Minneapolis, n. 1916 - Las Vegas, † 2006)
- Don Heck, fumettista statunitense (New York, n. 1929 - New York, † 1995)

## Generali(1)
- Don Carlos Buell, generale statunitense (Lowell, n. 1818 - Rockport, † 1898)

## Geologi(1)
- Don L. Anderson, geologo statunitense (Frederick, n. 1933 - Cambria, † 2014)

## Giocatori di baseball(1)
- Richie Ashburn, giocatore di baseball statunitense (Tilden, n. 1927 - New York, † 1997)

## Giocatori di football americano(6)
- Don Barclay, giocatore di football americano statunitense (Cranberry, n. 1989)
- Don Bitterlich, giocatore di football americano statunitense (Warminster, n. 1954)
- Tony Boselli, giocatore di football americano statunitense (Modesto, n. 1972)
- Don Clune, giocatore di football americano statunitense (Havertown, n. 1952)
- Don Jones, giocatore di football americano statunitense (Town Creek, n. 1990)
- Don Milan, ex giocatore di football americano statunitense (Glendale, n. 1949)

## Imprenditori(2)
- Don Hankey, imprenditore statunitense (Los Angeles, n. 1943)
- Don Panoz, imprenditore statunitense (Alliance, n. 1935 - † 2018)

## Kickboxer(1)
- Don Wilson, ex kickboxer e attore statunitense (Cocoa Beach, n. 1954)

## Matematici(1)
- Don Zagier, matematico statunitense (Heidelberg, n. 1951)

## Musicisti(1)
- Don Fleming, musicista e produttore discografico statunitense (Valdosta, n. 1957)

## Musicologi(1)
- Don Michael Randel, musicologo e storico statunitense (n. 1940)

## Nobili(1)
- Pietro Gabrielli, II principe di Prossedi, nobile e politico italiano (Roma, n. 1746 - Prossedi, † 1824)

## Oceanografi(1)
- Don Walsh, oceanografo e esploratore statunitense (Berkeley, n. 1931 - Myrtle Point, † 2023)

## Parolieri(1)
- Don Black, paroliere britannico (Londra, n. 1938)

## Pianisti(2)
- Don Abney, pianista statunitense (Baltimora, n. 1923 - Los Angeles, † 2000)
- Don Pullen, pianista statunitense (Ronaoke, n. 1941 - New York, † 1995)

## Pittori(1)
- Don Dixon, pittore e illustratore statunitense (Easton, n. 1951)

## Politici(2)
- Antonio Busca Serbelloni, politico italiano (Milano, n. 1795 - Milano, † 1870)
- Don Stephen Senanayake, politico singalese (n. 1883 - Colombo, † 1952)

## Predicatori(1)
- Don Alden Adams, predicatore statunitense (Oak Park, n. 1925 - † 2019)

## Presbiteri(5)
- Rinaldo Beretta, presbitero e storico italiano (Barzanò, n. 1875 - Giussano, † 1976)
- Angelo Bughetti, presbitero e educatore italiano (Imola, n. 1877 - Bologna, † 1935)
- Giuseppe Fogazzaro, presbitero e insegnante italiano (Bergamo, n. 1813 - Vicenza, † 1901)
- Gino Piccio, presbitero e attivista italiano (Cuccaro Monferrato, n. 1920 - Ottiglio, † 2014)
- Giotto Ulivi, presbitero italiano (Borgo San Lorenzo, n. 1820 - Campi Bisenzio, † 1892)

## Produttori cinematografici(1)
- Don Murphy, produttore cinematografico, regista e attore statunitense (Long Island, n. 1967)

## Produttori discografici(1)
- Don Gilmore, produttore discografico statunitense

## Produttori televisivi(1)
- Don McGill, produttore televisivo statunitense (New York, n. 1963)

## Pugili(1)
- Don Fullmer, pugile statunitense (West Jordan, n. 1939 - West Jordan, † 2012)

## Rapper(1)
- Don Toliver, rapper e cantante statunitense (Houston, n. 1994)

## Registi(5)
- Don Coscarelli, regista, sceneggiatore e produttore cinematografico italiano (Tripoli, n. 1954)
- Don Letts, regista e disc jockey britannico (Londra, n. 1956)
- Don Lusk, regista e animatore statunitense (Burbank, n. 1913 - San Clemente, † 2018)
- Don Sharp, regista, sceneggiatore e produttore cinematografico britannico (Hobart, n. 1922 - † 2011)
- Don Weis, regista statunitense (Milwaukee, n. 1922 - Santa Fe, † 2000)

## Sceneggiatori(1)
- Don Payne, sceneggiatore e produttore televisivo statunitense (Wilmington, n. 1964 - Los Angeles, † 2013)

## Sciatori alpini(1)
- Don Rowles, ex sciatore alpino statunitense (n. 1952)

## Scrittori(6)
- Don Lee, scrittore statunitense (Tokyo, n. 1959)
- Don McGregor, scrittore e sceneggiatore statunitense (Providence, n. 1945)
- Don Paterson, scrittore e poeta scozzese (Dundee, n. 1963)
- Don Robertson, scrittore statunitense (n. 1929 - † 1999)
- Don Webb, scrittore statunitense (Austin, n. 1960)
- Don Winslow, scrittore statunitense (New York, n. 1953)

## Scultori(1)
- Don Gummer, scultore statunitense (Louisville, n. 1946)

## Storici(1)
- Don Edward Fehrenbacher, storico statunitense (Sterling, n. 1920 - † 1997)

## Tastieristi(1)
- Don Grolnick, tastierista e compositore statunitense (New York, n. 1947 - New York, † 1996)

## Trombettisti(3)
- Don Ellis, trombettista e compositore statunitense (Los Angeles, n. 1934 - Hollywood, † 1978)
- Don Elliott, trombettista, vibrafonista e cantante statunitense (Somerville, n. 1926 - Weston, † 1984)
- Don Joseph, trombettista statunitense (Staten Island, n. 1923 - Staten Island, † 1994)

## Trombonisti(1)
- Don Drummond, trombonista e compositore giamaicano (Kingston, n. 1934 - Kingston, † 1969)

## Wrestler(1)
- Don Leo Jonathan, wrestler statunitense (Hurricane, n. 1931 - Langley, † 2018)

## Zoologi(1)
- Don E. Wilson, zoologo statunitense (Davis, n. 1944)

## Senza attività specificata(1)
- Don Koehler, statunitense (Denton, n. 1925 - Chicago, † 1981)